# Фельдшерско-акушерский пункт
Фе́льдшерско-акуше́рский пу́нкт (ФАП) или медпункт — структурное подразделение лечебно-профилактического учреждения, осуществляющее доврачебную первичную медико-санитарную помощь в сельской местности.

## В СССР
Необходимость доврачебного звена здравоохранения в сельской местности определяется малой плотностью проживания населения (в отличие от компактного городского населения), отдалённостью от больниц и недостаточной транспортной доступностью. ФАПы располагаются в удалённых от больницы населённых пунктах, делая медицинскую помощь для жителей более доступной и своевременной.
Фельдшерско-акушерские пункты в советское время создавались, в дальнейшее развитие существовавших при земской медицине фельдшерских пунктов, по территориальному принципу в сельских населённых пунктах и вне них в отдалённых местностях из расчёта: на 700-3000 проживающих жителей при отдалённости от больниц более 2 км, на 300—700 жителей при отдалённости более 4 км, меньше 300 жителей при отдалённости более 6 км. Подчинялись и являлись первичным звеном этапного лечения с сельскими участковыми больницами или амбулаториями с суммарным обслуживаемым населением 5000-7000 человек и плечом обслуживания в 8-15 км. В типовой штат входили: фельдшер, акушерка, санитарка, в набор помещений входили: ожидальня, кабинет фельдшера, кабинет акушерки, кабинет патронажной сестры, процедурная, перевязочная, комната временного пребывания больного (изолятор для инфекционных больных), комната для экстренного приёма родов (в нетиповых зданиях некоторые помещения могли быть совмещённые с учётом их функционального предназначения). Неотложная доврачебная медицинская помощь, в том числе на дому, оказывалась круглосуточно путём вызова фельдшера, проживающего в том же населённом пункте. По состоянию на 1979 год в СССР (включая все союзные республики) насчитывалось 89 224 ФАП при 13 730 сельских врачебных участках.

## В России

### Деятельность
Фельдшер ФАП ведёт приём населения амбулаторно и на дому, может назначать лечение в пределах компетенции фельдшера и акушерки, осуществляет патронаж детей до 3 лет, обеспечивает консультации со специалистами и выполняет врачебные предписания. Выполняет медицинское обслуживание детских дошкольных учреждений, не имеющих в своём составе медработников. ФАП оказывает неотложную медицинскую помощь на доврачебном этапе.
ФАПы проводят санитарно-противоэпидемическую работу на подведомственной территории: выявляют и изолируют больных с инфекционными заболеваниями, проводят текущую дезинфекцию помещений, где больные пребывали, отстраняют от работы в пищеблоках, детских и лечебных учреждениях лиц, контактировавших с больными, проводят профилактические прививки.

### Устройство
Помещение ФАПа состоит минимум из трёх комнат, с двумя стульями в каждой. Кроме того, ФАП может иметь помещение для рожениц с отдельной смотровой комнатой для их приёма и санитарной обработки. Для временной изоляции заразных больных также может быть предусмотрено отдельное изолированное помещение. В советский период возводились ФАПы капитального типа из местных стройматериалов, однако современные ФАПы возводятся, преимущественно, по блочно-модульной технологии, что позволяет унифицировать здания, ускорить строительство, а при необходимости передислоцировать ФАП на новое место эксплуатации. Обычно в каждом регионе возводятся ФАПы одного типа, согласованные с местным министерством здравоохранения, например, в Свердловской области.

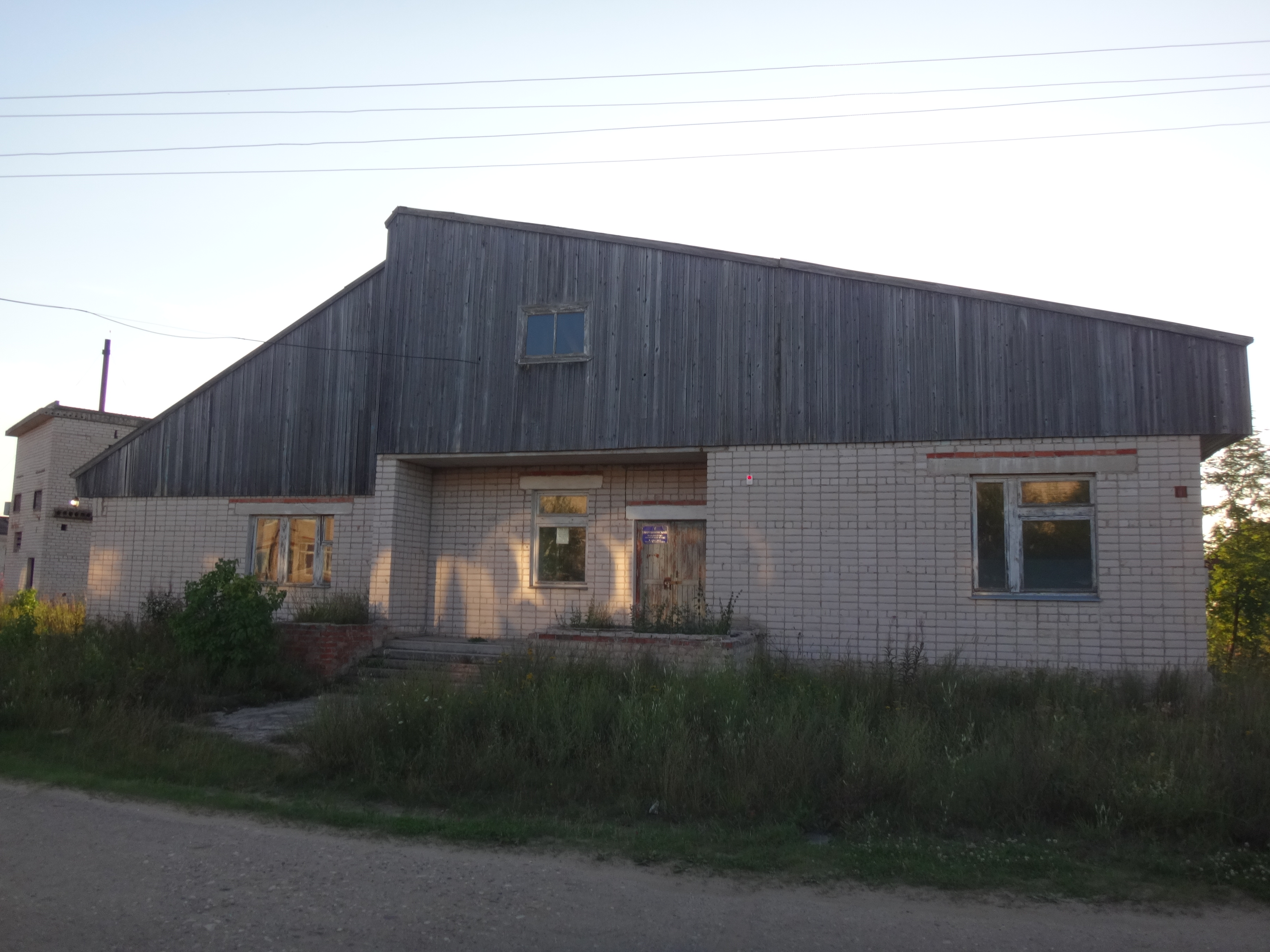
Фельдшерско-акушерский пункт в деревне Слуды Вологодской области
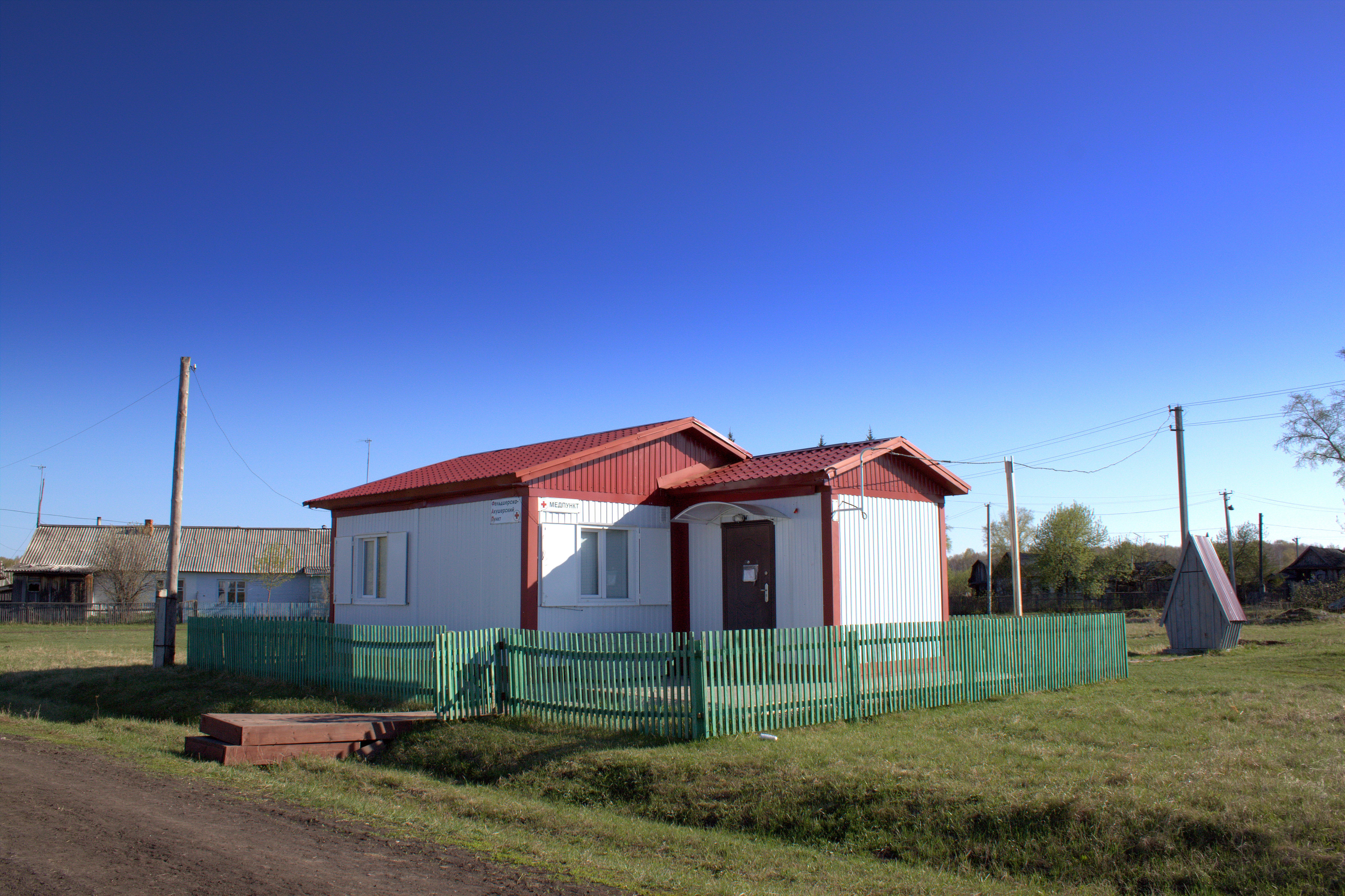
Фельдшерско-акушерский пункт в посёлке Восток Тюменской области
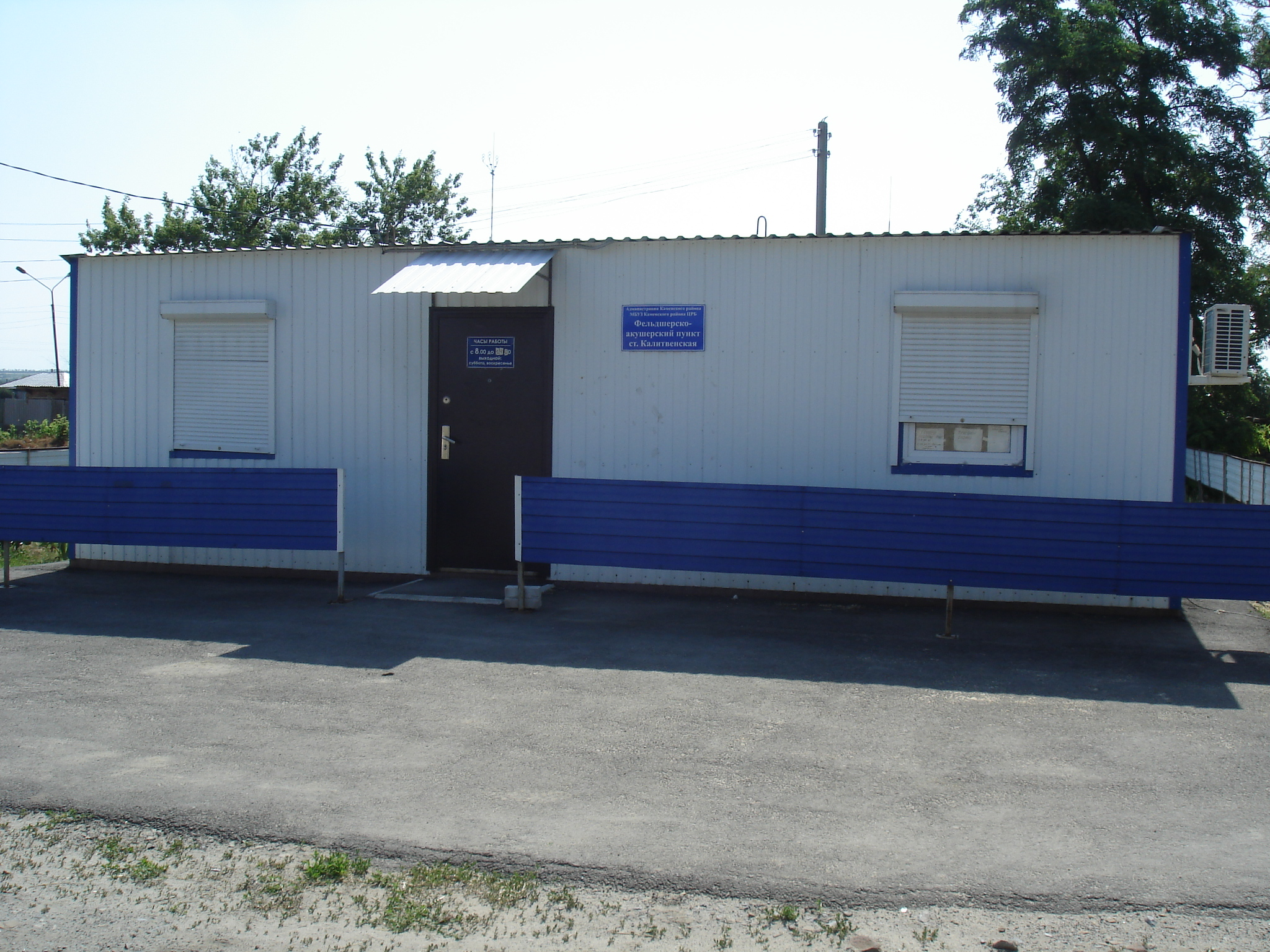
Фельдшерско-акушерский пункт в станице Калитвенская Ростовской области
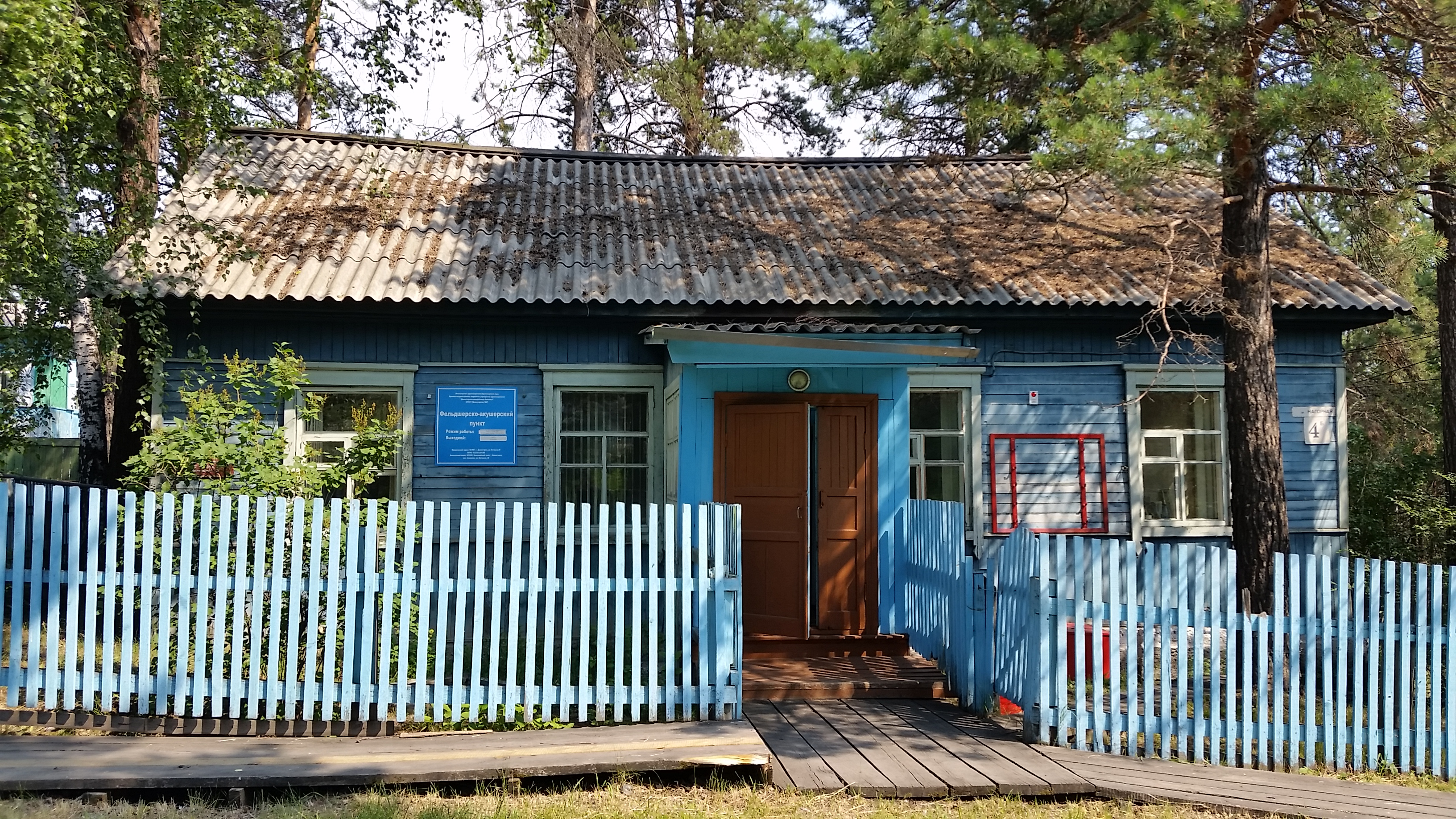
Фельдшерско-акушерский пункт в посёлке Слизнево Красноярского края

### ФАП в ходе оптимизации здравоохранения в России
По состоянию на 2018 год в Российской Федерации количество ФАП (учитывая также и только фельдшерские пункты) составляло около 35 500 единиц.
В ходе оптимизации здравоохранения в России в 2010-х годах (а также в предшествующее десятилетие, реформы велись при Министрах здравоохранения М. Ю. Зурабове (2004—2007), Т. А. Голиковой (2007—2012), В. И. Скворцовой (2012—2020)), сельские участковые больницы с врачебными штатами были ликвидированы (на их месте в ряде случаев созданы пункты круглосуточного дежурства фельдшера), часть ФАП были закрыты, оставшиеся переподчинены напрямую в центральные районные больницы. Неотложная помощь в нерабочее время возложена на дежурного фельдшера (1 на несколько населённых пунктов, обычно находится на месте бывших СУБ) или станцию СМП при ЦРБ, что вызвало увеличение плеча обслуживания, как следствие времени прибытия медработника и госпитализации пациентов, особенно в отдалённых местностях с некачественной дорогой (грунтовая, щебеночная). Проблемы возникли и с амбулаторным обслуживанием пациентов, проведением текущих санитарно-противоэпидемических мероприятий в населённых местностях, где ФАП были сокращены. В связи с необходимостью лицензирования деятельности связанной с отпуском (продажей) лекарств населению, в большинстве ФАП исчезла и функция аптек, возлагавшаяся на них ранее. Аналогичная проблема связана и с необходимостью лицензирования медицинской деятельности самого ФАП. В дальнейшем, признав избыточность сокращения ФАП, часть зданий из них была отремонтирована или построена заново, оснащена оборудованием, но при этом возникли проблемы с обеспечением их медицинским персоналом. Возникшие проблемы первичного звена здравоохранения президентом страны разъяснялись в 2020 году проблемой государственного и муниципального управления.
В ходе реформ предполагалось, что в сельских населённых пунктах будет развита сеть офисов ВОП, но за исключением единичных случаев, создать подобное с широким охватом населённых пунктов не удалось. В том числе из-за нехватки медперсонала вследствие неэффективности федеральной целевой программы «Земский доктор», как и ФЦП «Земский фельдшер».
Не всегда все вопросы решены и с модульными ФАП, возводимыми с целью экономии времени и средств.
Недостаток ФАП ещё усугубляется тем, что изменяются функциональные возможности непосредственных вышестоящих звеньев оказания медицинской помощи, в том числе путём смены их статуса. Так, в частности, обосновываясь «уменьшением обслуживаемого количества населения» и «отсутствием медицинского специалиста в штате» происходит в ряде случаев перепрофилирование сельских участковых больниц в сельские амбулатории, их в свою очередь в фельдшерско-акушерские пункты. Часть ФАП ликвидируется вследствие общей убыли населения России и ликвидацией самих населённых пунктов, в которых они находились (так, только с 1989 до 2012 года в России ликвидировано 9200 сельских населённых пунктов, а в 19 400 не проживает население). Происходит и реорганизация центральных районных больниц, в составе которых находятся ФАП, путём уменьшения объёма медицинской помощи со специализированной до квалифицированной, иногда вплоть до перевода их в разряд сельских участковых больниц или вообще расформированием некоторых из них путём объединением в одну больницу, обслуживающей несколько районов.

#### Мобильный ФАП
Вводимая с 2014 года в России форма медицинского обслуживания отдалённых малонаселённых пунктов представляет собой выездную работу фельдшера с медикаментами и медицинским инструментарием для обслуживания населения населённых пунктов по графику.
Передвижной ФАП
Передвижные медицинские комплексы, предназначенные для оказания лечебно-профилактической помощи.. Могут применяться и при работе мобильных фельдшерско-акушерских пунктов. Могут быть оборудованы на шасси автобусов, в специально оборудованных кузовах автомашин, на прицепах и полуприцепах, также могут быть представлены в других модульных вариантах.

## В Беларуси
После распада СССР в Беларуси по состоянию на 2013 год фельдшерско-акушерские пункты сохранены в отдалённых местностях. Но претерпели ряд изменений, в частности, штатом предусмотрены 2 должности: фельдшера-акушера и санитара. Изменены некоторые функциональные задачи, в частности, не проводится иммунопрофилактика. Дополнительной оплаты за вызовы во внерабочее время не предусмотрено, но предусмотрена дополнительная оплата в размере 20 % от МРОТ за работу в сельской местности. Административно относятся либо к сохранившимся сельским участковым больницам, либо к амбулаториям, созданным на их месте, в которых врачи специалисты в штате заменены врачами общей практики, часть СУБ также реорганизована в больницы сестринского ухода. Также ФАП входят в структуру государственных аптек и реализуют медикаменты населению.
По данным сайта Минздрава Республики Беларусь, по состоянию на 2021 год, ФАП развёртываются в населённых пунктах с числом жителей от 700 человек и отдалённости от больниц свыше 3-5 км. Штатом предусмотрены должности: фельдшера, акушерки, акушерки (патронажной медицинской сестры), санитарки.

## В Таджикистане
Современная система здравоохранения в Таджикистане начала создаваться в 1920-х годах Наркомом здравоохранения Таджикской АССР А. М. Дьяковым. К 1928 году в Душанбе существовало уже 2 фельдшерских пункта. К началу 1941 года в республике уже было создано 273 фельдшерско-акушерских пунктов.
В 1997 году фельдшерско-акушерские пункты постановлением Правительства страны были преобразованы в «медицинские дома» (тадж. бунгохи тибби), в дальнейшем переименованные в «дома здоровья» (тадж. hohahoi salomati). А сельские амбулатории преобразованы были в «медицинские центры». Из-за недостаточного количества, недостаточной обеспеченности медицинской техникой, средствами и персоналом, неудовлетворительных условий в них, часть населения вынуждена зачастую обращаться напрямую в больницы городов, что создаёт в них перегруженность. По состоянию на 2017 год в стране насчитывалось 48 центров здоровья, 856 сельских медицинских центров и 1706 медицинских домов. Иногда жителями данные медицинские учреждения продолжают называться по старому ФАП (фельдшерско-акушерский пункт), СВА (сельская врачебная амбулатория), СУБ (сельская участковая больница), ЦРБ (центральная районная больница).